# 福建省历史文化名镇
福建省已公布六批福建省历史文化名镇，全省共有省级历史文化名镇53个，除已升格为中国历史文化名镇者，现有35个。
- 第一批福建省历史文化名镇：1999年公布，共6处
- 第二批福建省历史文化名镇：2003年1月8日公布，共6处
- 第三批福建省历史文化名镇：2008年公布，共8处
- 第四批福建省历史文化名镇：2012年日公布，共8处[1]
- 第五批福建省历史文化名镇：2016年公布，共16处[2]
- 第六批福建省历史文化名镇：2019年公布，共9处[3]

## 分市名单

### 南平市

#### 延平区
- 峡阳镇（1）

#### 邵武市
- 和平镇（2，已升格为第二批中国历史文化名镇）

#### 武夷山市
- 五夫镇（2，已升格为第五批中国历史文化名镇）

#### 顺昌县
- 元坑镇(3，已升格为第五批中国历史文化名镇)

### 福州市

#### 连江县
- 透堡镇（1）

#### 仓山区
- 螺洲镇（3）

#### 永泰县
- 嵩口镇（3，已升格为第四批中国历史文化名镇）

#### 闽侯县
- 南屿镇（4）
- 青口镇（4）
- 白沙镇（4）

#### 长乐区
- 梅花镇（6）

### 泉州市

#### 安溪县
- 湖头镇（1，已升格为第六批中国历史文化名镇）

#### 惠安县
- 崇武镇（4）

#### 南安市
- 石井镇（4）
- 丰州镇（5）
- 东田镇（6）

#### 石狮市
- 永宁镇（5）

#### 晋江市
- 安海镇（5，已升格为第七批中国历史文化名镇）

#### 德化县
- 水口镇（5）
- 上涌镇（5）

#### 永春县
- 岵山镇（5，已升格为第七批中国历史文化名镇）

### 龙岩市

#### 永定区
- 湖坑镇（1，已升格为第六批中国历史文化名镇）
- 下洋镇（5）

#### 连城县
- 四堡镇（1）
- 新泉镇（5）
- 姑田镇（6）

#### 漳平市
- 双洋镇（2）

#### 新罗区
- 适中镇（2）

#### 武平县
- 中山镇（3，已升格为第六批中国历史文化名镇）

#### 上杭县
- 才溪镇（5）

### 三明市

#### 永安市
- 吉山乡（1）
- 贡川镇（3，已升格为第七批中国历史文化名镇）

#### 宁化县
- 石壁镇（3，已升格为第六批中国历史文化名镇）

#### 清流县
- 赖坊乡(3)

#### 沙县
- 富口镇（6）

### 漳州市

#### 平和县
- 九峰镇（2，已升格为第五批中国历史文化名镇）

#### 南靖县
- 梅林镇（4，已升格为第七批中国历史文化名镇）

#### 东山县
- 铜陵镇（5）

#### 云霄县
- 火田镇（5）

### 宁德市

#### 蕉城区
- 霍童镇（2，已升格为第七批中国历史文化名镇）
- 七都镇（5）
- 三都镇（5，已升格为第七批中国历史文化名镇）
- 赤溪镇（5）
- 洋中镇（5，已升格为第七批中国历史文化名镇）

#### 屏南县
- 双溪镇（3，已升格为第六批中国历史文化名镇）

#### 古田县
- 杉洋镇（4，已升格为第六批中国历史文化名镇）

#### 周宁县
- 咸村镇（4）

#### 寿宁县
- 斜滩镇（5）

#### 福安市
- 晓阳镇（6）
- 穆阳镇（6）

### 莆田市

#### 仙游县
- 榜头镇（6）

#### 秀屿区
- 笏石镇（6）

### 涵江区
- 梧塘镇（6）